# Jagdgeschwader 301
Das Jagdgeschwader 301 war ein Verband der Luftwaffe der Wehrmacht im Zweiten Weltkrieg. Es bekämpfte zur Nachtzeit im Wilde-Sau-Nachtjagdverfahren, mit Tagjagdflugzeugen vom Typ Focke-Wulf Fw 190A, Focke-Wulf Ta 152H-1 und Messerschmitt Bf 109G, feindliche Einflüge in zugewiesenen Lufträumen.

## Geschichte
Der Geschwaderstab und die I. Gruppe entstanden am 1. Oktober 1943 in Neubiberg (Lage). Die II. Gruppe bildete sich am gleichen Tag in Altenburg (Lage) aus Teilen der II. Gruppe des Jagdgeschwaders 300, während die III. Gruppe zeitgleich in Zerbst (Lage) entstand. Die IV. Gruppe war die umbenannte II. Gruppe des Jagdgeschwaders 7 und war ab dem 24. November 1944 auf dem Fliegerhorst Gardelegen (Lage) beheimatet.
Wie bei Jagdgeschwadern üblich, die nach dem Wilde-Sau-Nachtjagdverfahren operierten, lieh sich das Geschwader als sogenannte „Aufsitzeinheit“ teilweise seine einmotorigen Jagdflugzeuge von Tagjagdgeschwadern aus. So nutzte die II. Gruppe die Flugzeuge der I. Gruppe des Jagdgeschwaders 11, während sich die III. Gruppe die Flugzeuge von der II. Gruppe des Jagdgeschwaders 11 lieh. Lediglich der Geschwaderstab, die I. und die IV. Gruppe hatten eigene Flugzeuge.
Das Geschwader war bis zum 16. März 1944 der 30. Jagddivision des Luftwaffenbefehlshabers Mitte, ab 6. Februar Luftflotte Reich zugeteilt. Anschließend waren der Stab, die I. und die III. Gruppe der 7. Jagddivision des I. Jagdkorps der Luftflotte Reich unterstellt.
Die 10. Staffel des Geschwaders operierte von Januar bis Juli 1944 auf dem Balkan und war dem Luftwaffenkommando Südost und dem Jagdfliegerführer Rumänien unterstellt.
Am 10. Januar 1945 lag der Geschwaderstab und die II. Gruppe in Welzow (Lage) und verfügte über 5 und 28 einsatzbereite Focke-Wulf Fw 190A. Zur gleichen Zeit verfügte die I. Gruppe in Finsterwalde (Lage) über 37 startklare Messerschmitt Bf 109G und Focke-Wulf Ta 152H-1, während die III. Gruppe in Alteno (Lage) 20 einsatzbereite Messerschmitt Bf 109 und Focke-Wulf Ta 152 aufbrachte. Die IV. Gruppe in Gardelegen (Lage), deren Aufstellung noch lief, verfügte hingegen nur über 16 startklare Messerschmitt Bf 109G. Das Geschwader erhielt seine Befehle zu dieser Zeit von der 1. Jagddivision des IX. Fliegerkorps der Luftflotte Reich.
Am 8. Mai 1945, nach der bedingungslosen Kapitulation der Wehrmacht, lösten sich der Geschwaderstab und die I. bis III. Gruppe auf, während die IV. Gruppe bereits am 19. März 1945 aufgelöst wurde. Damit hatte das Geschwader aufgehört zu bestehen.

## Gliederung
Der Geschwaderstab führte am 10. Januar 1945 die I. bis IV. Gruppe die wiederum in Staffeln unterteilt waren. Die 1. bis 4. Staffel gehörte der I. Gruppe, die 5. bis 8. Staffel der II. Gruppe, die 9. bis 12. Staffel der III. Gruppe und die 13. bis 16. Staffel der IV. Gruppe an. Jede Staffel, geführt durch einen Staffelkapitän, war in vier Schwärme mit je zwei Rotten zu je zwei Flugzeugen unterteilt. Daraus ergab sich eine Sollstärke der Jagdgruppe von 64 Flugzeugen in den vier Staffeln (272 Flugzeugen) zzgl. vier Flugzeuge für den Gruppenkommandeur und seinen Stab. Daraus ergab sich eine Sollstärke von 276 Flugzeugen.

## Kommandeure

### Geschwaderkommodore
| Dienstgrad | Name              | Zeit                                  |
| ---------- | ----------------- | ------------------------------------- |
| Major      | Helmut Weinreich  | 1. Oktober 1943 bis 19. November 1943 |
| Major      | Manfred Mössinger | 19. November 1943 bis September 1944  |
| Major      | Fritz Auffhammer  | 10. Oktober 1944 bis 8. Mai 1945      |

### Gruppenkommandeur
I. Gruppe
- Hauptmann Richard Kamp, 1. Oktober 1943 bis 19. Oktober 1943[22]
- Major Walter Brede, 15. Januar 1944 bis 20. Mai 1944[23]
- Hauptmann Wilhelm Bürggraf, 26. August 1944 bis 21. November 1944 †[24]
- Hauptmann Friedrich-Karl Wodtke, 29. November 1944 bis 31. Dezember 1944[25]
- Hauptmann Gerhard Posselmann, Februar 1945 bis 8. Mai 1945[26]

II. Gruppe
- Hauptmann Alexander Ressèguier, 1. Oktober 1943 bis 26. November 1943[27]
- Hauptmann Wilhelm Fulda, 26. November 1943 bis September 1944,[28] später Kommandeur der III. Gruppe
- Hauptmann Herbert Nölter, 14. Dezember 1944 bis 13. April 1945[29]
- Hauptmann Roderich Cescotti, April 1945 bis 8. Mai 1945[30]

III. Gruppe
- Hauptmann Manfred Mössinger, 1. Oktober 1943 bis November 1943,[31] anschließend Geschwaderkommodore
- Major Siegfried Wegner, November 1943 bis Mai 1944
- Hauptmann Wilhelm Fulda, 1. Oktober 1944 bis November 1944[28]
- Hauptmann Karl-Heinz Dietsche, November 1944 bis Januar 1945[32]
- Major Guth, Januar 1945 bis 8. Mai 1945[33]

IV. Gruppe
- Hauptmann Wilfried Schmitz, 24. November 1944 bis 4. Februar 1945 †[34]

## Auszeichnungen
Bekannte Träger des Ritterkreuz des Eisernen Kreuzes oder höherer Stufen des Jagdgeschwaders 301.
| Name          | Dienstgrad | Einheit   | Ritterkreuz   |
| ------------- | ---------- | --------- | ------------- |
| Anton Benning | Leutnant   | 1./JG 300 | 13. Apr. 1945 |

## Bekannte Geschwaderangehörige
- Roderich Cescotti (1919–2015), war ein deutscher Generalmajor der Luftwaffe der Bundeswehr und Buchautor